# Echinocereus spinigemmatus
Echinocereus spinigemmatus (alicoche de espinas amarillas) es una especie endémica de alicoche de la familia Cactaceae que se distribuye en Jalisco y Zacatecas en México. La palabra spinigemmatus está compuesta de dos palabras de origen latino, spina que significa «espina» y gemmatus que significa «botón» o «capullo» y hace referencia al botón floral cubierto de espinas de la especie.

## Descripción
Crece ramificada formando agrupaciones de 7 a 10 tallos. El tallo es cilíndrico de color verde, mide 30 cm de alto y de 4 a 7 cm de ancho. Tiene de 10 a 14 costillas tuberculadas. Tiene de 2 a 4 espinas centrales muy parecidas a las radiales de color amarillento y de 5 a 40 mm de largo. Posee de 10 a 13 espinas radiales, son delgadas y amarillentas y miden hasta 23 mm de largo. La flor crece cerca del ápice de los tallos, es funeliforme de color rosado lila a violeta, de 5 cm de largo y 6 cm de ancho. El fruto que produce es ovoide, de color verde y tiene muchas espinas en su superficie.

## Distribución y hábitat
Se distribuye en Jalisco y Zacatecas en México, cerca de los ríos Huaynamota y Bolaños. Habita en matorrales xerófilos en elevaciones de 1000 a 1800 m s. n. m.

## Estado de conservación
No se tiene conocimiento del estado de conservación de la especie a pesar de habitar en un área restringida. No se conocen mayores amenazas para sus poblaciones por lo que se lista en la categoría de preocupación menor (LC) por la IUCN.